# Bupleurum euphorbioides
Bupleurum euphorbioides là một loài thực vật có hoa trong họ Hoa tán. Loài này được Nakai mô tả khoa học đầu tiên năm 1914.